# Gârbova
Gârbova – wieś w Rumunii, w okręgu Alba, w gminie Gârbova. W 2011 roku liczyła 1496 mieszkańców.